# Walsura pachycaulon
Walsura pachycaulon är en tvåhjärtbladig växtart som beskrevs av David John Mabberley och T.P. Clark. Walsura pachycaulon ingår i släktet Walsura och familjen Meliaceae. Inga underarter finns listade i Catalogue of Life.